# East Hertfordshire
East Hertfordshire egy helyi önkormányzati kerület az angliai Hertfordshire-ben. A Halifax Quality of Life 2020-as felmérésében az Egyesült Királyság legélhetőbb lakóhelyének találták. A Channel 4 Legjobb és legrosszabb helyek az Egyesült Királyságban 2006-os kiadásában East Hertfordshire-t a hetedik legjobb kerületnek értékelték.
A körzet fő települése Bishop’s Stortford. További fontos városok: Hertford, Ware (a Lea folyó mentén), Buntingford (a Rib folyó mentén) és Sawbridgeworth (a Stort folyó mentén). Ezek a jelentős városok Buntingford kivételével mind a Hertford és Stortford (Hertford and Stortford) parlamenti választókerületbe tartoznak. Buntingford az északkeleti Hertfordshire (North East Hertfordshire) választókerület része.
East Hertfordshire-t Hertfordshire-ben North Hertfordshire, Stevenage, Welwyn Hatfield és Broxbourne határolja, Essexben pedig Epping Forest, Harlow és Uttlesford.
A kerület 1974. április 1-jén jött létre Hertford városi kerület, Bishop's Stortford, Sawbridgeworth és Ware városi kerületek, valamint Braughing vidéki kerület, Ware vidéki kerület, továbbá Hertford vidéki kerület egy részének egyesülésével. Területét tekintve Hertfordshire tíz helyi önkormányzati kerülete közül a legnagyobb.